# Ранние буддийские тексты
Ранние буддийские тексты (РБТ), также ранняя буддийская литература — тексты, имеющие аналоги в разных ранних буддийских школах. 
Древнейший из всех обнаруженных письменных буддийских канонов принадлежит школе Дхармагуптака.
Общепризнанной и наиболее изученной составляющей РБТ являются первые четыре палийские никаи, а также соответствующие китайские агамы. Однако первая исторически достоверная запись Палийского Канона датируется лишь 5 в. н.э.. Помимо них часть учёных относит к РБТ некоторые части винаи, например, патимоккхи различных буддийских школ, и самые ранние тексты Абхидхармы.
Помимо больших коллекций на пали и китайском языках существуют фрагментарные сборники РБТ на санскрите, хотанском, тибетском и гандхарийском языках. Современное изучение досектантского буддизма часто опирается на сравнительное исследование ранних буддийских источников.
Различные буддологи, такие как Ричард Гомбрих, Акира Хиракава, Александр Уинн и Энтони Вордер, считают, что РБТ содержат материал, возникновение которого может быть прослежено до самого исторического Будды или, по крайней мере, до ранних лет досектантского буддизма. По мнению японского учёного Акиры Хиракавы, «любая попытка установить подлинные учения исторического Будды должна основываться на этой литературе».
В буддизме Махаяны эти тексты иногда называют текстами «Хинаяны» или «Шравакаяны» и не считают махаянскими произведениями.

## Обзор
Среди ранних буддийских текстов встречаются разные жанры, в том числе прозаические «сутты» (санскр. sūtra), монашеские правила (виная), различные формы стихотворных композиций (например, гатха и удана), смешанные прозаические и стихотворные произведения (гейя), а также списки (матики) монашеских правил или доктринальных положений. Большая часть ранней буддийской литературы относится к «суттам» или «сутрам». Сутры обычно скомпонованы в сборники, называемые никаями или агамами, которые образуют «Сутта-питаку» (санскр. Sūtra Pitaka, «корзина сутр»), входящую в свод ранних буддийских канонических текстов Трипитаку («три корзины»). Сутты обычно имеют доктринальное, духовное и философское содержание.
Существуют РБТ разных школ, в основном Тхеравады и Сарвастивады, но есть и материалы, принадлежащие Дхармагуптаке, Махасангхике, Махишасаке и Муласарвастиваде.
По словам немецкого индолога Оскара фон Хинюбера, РБТ были составлены в основном для того, чтобы «сохранить и защитить ортодоксальную традицию». Он добавляет, что на них оказала влияние ведическая проза брахманов. В этих сборниках впервые встречаются индийские тексты, посвящённые реальным историческим событиям. Например, в Махапариниббана-сутте повествуется о паринирване Будды. Кроме того, ранние сутты почти всегда начинаются с фразы «так я слышал» (пали evaṃ me sutaṃ), за которым следует упоминание географического места, где происходит описываемое событие, включая древние топонимы.
Небольшие различия в параллельных текстах, относящихся к разным религиозным течениям с I по IV век н. э, отражают «принадлежность к школе, местные традиции, языковую среду, нестандартные сценарии или иную комбинацию этих факторов».

### Устная передача
После паринирваны Будды буддийские тексты передавались устно на средних индоарийских диалектах (пракритах). В конечном итоге каноническим языком южной традиции стал один из этих диалектов — пали. В Индии и Центральной Азии буддийские тексты были последовательно переведены на санскрит или другие языки, в том числе китайский, тохарский, хотанский, согдийский и тибетский. Начиная с III века в Индии новые буддийские тексты создавались непосредственно на стандартном санскрите. Для литературы северной традиции, особенно стран Центральной Азии, характерен пракрит (гандхари) или нестандартная форма санскрита, иногда называемая буддийским санскритом, которая представляет собой промежуточную ступень между пракритами и стандартным санскритом.
Современные учёные считают, что тексты передавались в устной форме, по нескольким причинам. Из самих текстов следует, что они должны быть выучены наизусть и процитированы. Кроме того, нет свидетельств (например, археологических или внутренних повествований), что для сохранения использовалось письмо, на это указывают и стилистические особенности самих текстов.
Важной особенностью РБТ являются формальные характеристики, которые отражают их происхождение в виде устной литературы, например, использование повторов и риторических формул, множественных синонимов, стандартизированных фраз и отрывков, кратких стихотворных изложений, пронумерованных списков и стандартных обрамляющих повествований. Эти стилистические особенности отличают РБТ от более поздних работ, например, сутр Махаяны, содержащих разработанные и сложные повествования, которые запоминаются труднее. Кроме того, РБТ повествуют о событиях в древней Индии, в отличие от многих более поздних произведений Махаяны, отображающих происходящее в небесных сферах или при иных сверхъестественных обстоятельствах.
Однако в раннем буддизме уже существовала Протомахаяна.
Считается, что РБТ передавались монахами бханака, которые специализировались на запоминании и чтении сборников текстов, до тех пор пока тексты не были в конечном итоге записаны около I века до н. э. Буддолог Александр Уинн отмечает, что не следует недооценивать точность устной передачи, хотя нет никаких доказательств существования рукописей до Ашоки. Буддийская община была полна выходцев из касты брахманов, а ведическая система образования требовала передачи наизусть огромного массива сложных текстов на устаревающем языке в течение более тысячи лет. Поскольку ранним буддистам необходимо было запоминать и передавать устно совершенно иные тексты, были разработаны новые мнемонические приёмы, основанные на совместном песнопении (пали saṅgīti). В текстах прямо говорится о необходимости использования этого метода и его фактическая форма указывает на широкий масштаб распространения.
Некоторые учёные, такие как Уинн и Аналайо, обычно считают, что тексты запоминались в фиксированной виде, чтобы их можно было декламировать дословно (в отличие от других форм устной литературы, таких как эпическая поэзия), и это подтверждают совместные декламациями, где мало возможностей для импровизации. Другие (Казинс Л. С., Руперт Гетин) предполагают, что, вероятно, запоминание происходило иными поэтическими и импровизационными способами с использованием списков или формул
РБТ также демонстрируют влияние ведических текстов, в том числе определённые стихотворные размеры, а также формы структуризации (с темами и номерами). РБТ схожи с ведами идеями и терминологией. Они также используют одинаковые метафоры и образы с такими текстами, как Брихадараньяка-упанишада, например, «солёный вкус океана» (AН 8.157 и Брихадараньяка 2.4.11).

### Время и обстоятельства создания
Что касается обстоятельств, обычно РБТ описывают мир второго периода урбанизации, сформированный небольшими конкурирующими государствами (махаджанапады) с более низким уровнем развития городов по сравнению с эпохой Маурьев. Таким образом, РБТ изображают Индо-Гангскую равнину до возникновения империи Нанда, которая объединила все эти царства в течение IV века.
В РБТ Паталипутра, ставшая позднее столицей империи Маурьев и крупнейшим городом Индии, предстаёт в виде маленькой деревни Паталигамы. Отсутствуют упоминания об Ашоке, но есть рассказы о лидере джайнов Махавире (известном как Натапутта), который был современником Будды.
Из текстов возникает картина мелкомасштабной местной экономики до образования удалённых торговых связей. Например, говорится, что король Пасенади Косальский использовал касийское сандаловое дерево (МН 87.28), а это значит, что представителям даже самых высоких слоев общества были доступны предметы роскоши лишь местного производства. Подобная ситуация ожидаема, учитывая, что политические разногласия в Северной Индии в то время осложняли внешнюю торговлю.
В отличие от более поздних трудов, в РБТ, например, в Махапариниббана-сутте, отсутствуют упоминания о Маурьях, что также является свидетельством их появления до образования этой империи. Учитывая значимость империи Маурьев уже при Чандрагупте, более известном своей склонностью к джайнизму, можно предположить, что Махапариниббана-сутта была составлена самое позднее около 350—320 г. до н. э.
Есть предположение, что совпадающие фрагменты текстового материала, встречающиеся в канонах различных буддийских течений, вероятно, восходят к досектантским временам, поскольку они вряд ли могли появиться в результате совместных усилий представителей разных школ.

### Археология
Эдикты Ашоки являются одними из самых ранних индийских исторических документов и в некоторых отношениях они согласуются с РБТ. В эдикте MPE 2 (Сарнатх) использованы различные специальные термины РБТ, такие как: «бхиккху-сангха, бхиккхуни-сангха, сасана, упасака, анупосатха, сангха бхета, сангха самага, чилла-тхитика (Санчи)». В указе RE 5 (Калси) говорится: «добрые дела трудно совершить», «плохие поступки легко совершить», что может быть цитатой из Уданы 5.8. Аналогичным образом, указ RE 9 (Гирнар) гласит: «Нет дара, подобного дару Дхаммы», что может быть цитатой из РБТ (см. AН 9.5 или Дхаммападу 354). В малом каменном эдикте № 3 упоминаются некоторые буддийские тексты, а это означает, что во времена Ашоки (304—232 г. до н. э.) они уже были зафиксированы. Эти цитаты включают «Рахулаваду», возможно относящуюся к Амбалаттхика Рахуловада Сутте (МН 61).
Некоторые ранние археологические памятники, такие как ступа Бхархут(наиболее заметные материалы датируются I или II веком до н. э.), содержат много деталей из РБТ: упоминание Будды Готамы и пяти будд прошлого, царей Аджатасатру и Пасенади, основных событий из жизни Будды, таких как пробуждение, первая проповедь и паринирвана. Визит Аджатасатту к Будде изображён в деталях в соответствии с Саманняпхала суттой ДН 2, а появление предводителя богов Шакры аналогично описанию Саккапаньха сутты ДН 21.
Другие индийские надписи I и II веков н. э. включают такие термины, как «дхамма-катхика», «петакин» и «суттантика», что свидетельствует о существовании в то время буддийской литературы.

## Сохранившийся материал
Большинство современных научных исследований, как правило, сосредоточено на палийских никаях, полностью переведённых на западные языки и китайских агамах, которые переведены частично. Уже в конце XIX века было известно, что никаи и агамы содержат множество параллельных текстов. В 1882 году Сэмюэл Билв своей книге «Буддийская литература в Китае» писал: «Париниббана, Брахмаджала, Сигаловада, Дхаммачакка, Каси-Бхарадваджа, Махамангала. Все это я нашёл, сравнил с переводами с пали и обнаружил, что в основном они совпадают. Есть незначительные отличия, но по сюжету и всем важным деталям они идентичны. И когда собрания винаи и агам будут тщательно изучены, я не сомневаюсь, что мы найдём большинство, если не все палийские сутты в китайской форме».
В течение XX века различные учёные, включая Анесаки Масахару и Акунама Чиндзен, делали критические исследования этих соответствий. Со временем этот сравнительный метод изучения параллельных буддийских текстов стал частью современной буддологии. Например, в работе Этьена Ламотта говорится: «Однако за исключением легко различимых махаянистских интерполяций в Экоттаре, рассматриваемые вариации [между никаями и агамами] почти не влияют ни на что, кроме способа выражения или расположения предмета повествования. Общая для никай и агам доктринальная основа удивительно однородна. Сохранённые и переданные школами сутры, однако, являются не учебными документами, а общим наследием всех сект».
Недавнее исследование Бхиккху Аналайо также согласуется с этой позицией. Аналайо утверждает, что Маджхима-никая Тхеравады и Мадхьяма агама Сарвастивады содержат одни и те же основные доктрины.

По мнению некоторых азиатских учёных, таких как Инь Шунь, Мидзуно Коген и Мун-Кит Чунг, общий источник Самъютта-никаи и Самъюкта агамы является основой для других РБТ.

### Палийские РБТ
Палийской канон Тхеравады содержит наиболее полную коллекцию РБТ на индоарийских языках, сохранившуюся до нашего времени. Согласно традиции Тхеравады, после долгой устной передачи тексты впервые были записаны в I в. до н. э. в Шри-Ланке.
Ряд учёных подвергают сомнению древность палийских текстов и указывают на длительную редакторскую обработку.
Александр Уинн отмечает, что: «Канонические фрагменты «Золотого палийского текста», найденные в реликварии Шрикшетры, датируются концом III или началом IV века нашей эры; они почти полностью согласуются с существующими палийскими рукописями. Это означает, что палийская Трипитака очень точно передавалась более 1500 лет».
Ранний буддийский материал в Палийском каноне представлен первыми четырьмя палийскими никаями, патимоккхой (основной свод монашеских правил) и прочими материалами винаи, а также некоторыми частями Кхуддака-никаи (Сутта-нипата, Итивуттака, Дхаммапада, Тхеригатха, Тхерагатха и Удана).
«Палийский Канон» был тщательно отредактирован примерно через 1000 лет после смерти Будды, в V или VI веке нашей эры.
Кроме того, ранее «Палийский Канон» был отредактирован ближе к концу I века до нашей эры. Поэтому «Палийский Канон» представляет собой дважды отредактированный, модифицированный текст, и не может соответствовать «Раннему Буддизму» на материке.
«Палийский Канон» во многом основан на работах Буддхагхоши и его коллег в V веке нашей эры. Только в V-VI веках нашей эры есть какие-либо надежные свидетельства о содержании «Палийского Канона».

Полные рукописи всех четырех Никай «Палийского Канона» датируются только XVII веком и позже.
В «Эдиктах Ашоки» обнаружено немного текстов из «Палийского Канона», но все они представляют собой второстепенные  короткие тексты и не имеют ничего общего с важнейшими догматическими суттами Никай «Палийского Канона».
«Палийский Канон», судя по всему, не является учением исторического Будды.
Эти тексты были широко переведены на западные языки.

### Китайские РБТ
РБТ, сохранившиеся в китайском буддийском каноне, представлены агамами, коллекциями сутр, которые имеют с палийскими никаями параллельное содержание и структуру. Как показали современные сравнительные исследования между ними есть различия, такие как пропуски материала, дополнения и изменения в расположении фраз. Эти агамы, возможно, являются наследием Сарвастивады (Самьюкта и Мадхьяма агамы), Дхармагуптаки и Кашьяпии. Виная Питака Махасангхики также сохранилась в китайском переводе. Некоторые агамы были переведены на английский язык исследовательской группой буддийской ассоциации Фагушань.
Языком этих текстов является одна из форм древнекитайского, называемая буддийским китайским (fójiào Hànyǔ 佛教 漢語) или буддийским гибридным китайским языком (fójiào hùnhé Hànyǔ 佛教 混合), которая представляет собой вернакулярный диалект. Буддистский китайский также имеет значительное количество элементов, происходящих от исходного языка, в том числе кальки и фонологические транскрипции. Научный анализ этих текстов показал, что они были переведены с среднего индийского пракрита с различной степенью санскритизации.
В то время как многие китайские агамы в основном соответствуют доктрине палийских никай, некоторые учёные, такие как Йоханнес Бронкхорст и Этьен Ламотт, считают, что Экоттара агама демонстрирует влияние более поздних концепций Махаяны. По словам Ламотта, эти «интерполяции» легко различимы. Согласно Аналайо, Экоттагара агама происходит из школы Махасамгхика.

### РБТ из Пакистана и Афганистана
Современные открытия различных фрагментарных коллекций рукописей из Пакистана и Афганистана внесли значительный вклад в изучение ранних буддийских текстов.
Большая часть этой литературы написана на гандхари и кхароштхи, но сохранились также документы на бактрийском языке. По словам Марка Аллона, несколько гандхарских буддийских текстов сопоставимо с текстами из других сборников, «таких как Экоттарикагама и Вана-самъютта (СН/Самъюктагама)».
Эти тексты аналогичны Анатталахкана сутте СН 22.59, возможно, принадлежащей школе Дхармагуптака.
По словам Марка Аллона, последние крупные находки включают:
- «Рукописи на кхароштхи из коллекции Британской библиотеки», свитки из бересты на языках гандхари и кхароштхи, возможно, принадлежащие школе Дхармагуптака. Это сутры в прозе и стихах, такие как части Дхаммапады, датируемые I веком н. э., что делает их самыми древними из обнаруженных рукописей РБТ.
- «Коллекция рукописей на кхароштхи Роберта Сеньора», свитки из бересты на языке гандхари и кхароштхи, возможно, принадлежащие школе Дхармагуптака. Большинство из них имеют форму «канонических» сутр в прозе, некоторые содержат биографические материалы о жизни Будды, связанные с винаей.
- «Рукописи из коллекции Скёйена[англ.]», обнаруженные в пещерах Бамиана, среди которых есть как РБТ, так и тексты Абхидхармы и Махаяны на санскрите или гандхари.

Ещё одной важной находкой стала обнаруженная недавно «значительная часть большой берестяной рукописи Диргхагамы на санскрите, разделе канона, содержащего длинные беседы школы (Мула-)сарвастивады, которая датируется VII или VIII в. н. э.».

### Абхидхарма
Учёные считают, что различные тексты и сборники Абхидхармы (Питаки) были созданы главным образом примерно в III веке до н. э. и, следовательно, не могут считаться РБТ. Несмотря на относительное позднее происхождение текстов, входящих в Абхидхарму, по мнению некоторых учёных, например, Эриха Фрауваллнера, ядро ранних произведений, таких как Вибханга Тхеравады, ДхармаскандхаСарвастивады и Шарипутрабхидхарма школы Дхармагуптака, составляют досектантские материалы. Согласно сравнительному исследованию Фрауваллнера, эти тексты, возможно, были подготовлены и «составлены из одного и того же материала», в основном ранних буддийских доктринальных списков (пали: матика, санскрит: матрика), образующих «древнюю сердцевину» ранней Абхидхармы.